# Katrinedal, Vänersborgs kommun
Katrinedal är en bebyggelse i Vänersborgs kommun i Västra Götalands län.
I närheten ligger Katrinedals kyrkogård. 
År 2005 klassificerade SCB orten som småort med namnet Djupedalen, efter den dal som ligger mellan Katrinedal och stadsdelen Blåsut i Vänersborg. Där rinner Djupedalsbäcken som utgör landskapsgräns mellan Dalsland och Västergötland. År 2010 klassades bebyggelsen som är tätort och 2020 som sammanväxt med tätorten Vänersborg för att 2023 åter klassas som en egen tätort.

## Befolkningsutveckling
| Befolkningsutvecklingen i Katrinedal/Djupedalen 2005–2015              | Befolkningsutvecklingen i Katrinedal/Djupedalen 2005–2015 | Befolkningsutvecklingen i Katrinedal/Djupedalen 2005–2015 | Befolkningsutvecklingen i Katrinedal/Djupedalen 2005–2015 | Befolkningsutvecklingen i Katrinedal/Djupedalen 2005–2015 |
| ---------------------------------------------------------------------- | --------------------------------------------------------- | --------------------------------------------------------- | --------------------------------------------------------- | --------------------------------------------------------- |
|                                                                        |                                                           |                                                           |                                                           |                                                           |
| År                                                                     |                                                           |                                                           | Folkmängd                                                 | Areal (ha)                                                |
| 2005                                                                   | 2005                                                      |                                                           | 127                                                       | 9#                                                        |
| 2010                                                                   | 2010                                                      |                                                           | 270                                                       | 14                                                        |
| 2015                                                                   | 2015                                                      |                                                           | 399                                                       | 45                                                        |
| Anm.: Ny tätort 2010. sammanvuxen 2015 med Kristinelund. # Som småort. |                                                           |                                                           |                                                           |                                                           |